# Amalia Matamoros
María Amalia Matamoros Solís (Grecia, 17 de junio de 1989) es una modelo y reina de belleza costarricense que representó a Costa Rica en varios certamenea internacionales.

## Biografía
Matamoros Solís nació en Grecia, el 17 de junio de 1989, hija de José Matamoros y Ana Solís. Es modelo profesional, pero oriunda de Naranjo.

## Concursos de Belleza
Amalia participa en concursos de belleza desde el año 2008, a continuación los concursos en los que participó.

## Reinas de Costa Rica 2008
Amalia ganó el concurso nacional Reinas de Costa Rica lo que le dio el derecho de representar a Costa Rica en el Miss Mundo 2008 que se realizó el 13 de diciembre de 2008 en Johannesburgo, Sudáfrica, donde no tuvo figuración.

## Miss América Latina 2008
Matamoros al no tener figuración en el Miss Mundo la organización la envía al Miss América Latina 2008 donde llamó poderosamente la atención y logró posicionarse en el top 12.

## Miss Continente Americano 2009
Amalia viaja a Ecuador al Miss Continente Americano 2009 donde representa a Costa Rica sin embargo no logra figuración en algún top.

## Reina Hispanoamericana 2009
En el mismo año Amalia participa en dicho concurso no logra figuración en el top sin embargo gana el premio a Miss Fotogénica.

## Miss Costa Rica 2014
Después de años de ausencia en certámenes Amalia se inscribe en el Concurso Nacional de Belleza de Costa Rica lo que llamó la atención de varias personas por su largo período de lejanía con los concursos de belleza, logró quedar entre las 60 candidatas y también logró a llegar a ser de las 10 candidatas oficiales después de la competencia preliminar así logró ser una de las candidatas de la provincia de Alajuela en el 30 de mayo peleara la corona con otras 9 chicas de distintas regiones del país para poder ser Miss Costa Rica 2014.
| Predecesor: Wendy Cordero | Reinas de Costa Rica 2008                 | Sucesor: Angie Alfaro      |
| Predecesor: Wendy Cordero | Miss Costa Rica Mundo 2008                | Sucesor: Angie Alfaro      |
| Predecesor: Wendy Cordero | Miss Continente Americano Costa Rica 2009 | Sucesor: Alejandra Álvarez |